# Полет 306 на „Суисеър“
Полет 111 на „Суисеър“ е редовен международен пътнически полет от летище „Цюрих“, Цюрих, Швейцария, до летище „Фиумичино“, Рим, Италия, с междинно планирано кацане в Женева, управляван от „Суисеър“. На 4 септември 1963 г. самолетът „Суд Авиейшън Каравел“, който изпълнява полета, се разбива в земята в покрайнините на Дюренеш, приблизително на 35 км от летището в Цюрих. Свидетели на земята виждат, че преди падането на машината тя оставя бяла следа дим от лявата си страна, а малко след това лявото ѝ крило се възпламенява. В катастрофата загиват всички 80 души на борда.
Изнесеният доклад за произшествието определя техническа причина за катастрофата. Тя се дължи на унищожаване на основни структурни части на самолета от пожар, причинен от прегряване на спирачките по време на фазата на рулиране. Това довежда до спукване на магнезиевите колела, едно от които още на пистата преди излитане. Причината за загуба на контрол не е напълно установена. Твърдостта на лявото крило, задната част на фюзелажа, хидравличната система за управление на машината и блокът за управление на елеваторите са отбелязани като възможни области, които пожарът може да засегне до степен, която да причини бърза загуба на контрол.
По това време това е най-смъртоносната авиационна катастрофа в Швейцария и остава втората най-смъртоносна в страната след инцидента със самолета при полет 435 на „Инвикта Интернешънъл Еърлайнс“ през 1973 г. В резултат на тази авария всички самолети „Суд Авиейшън Каравел“ са преправени да използват незапалими хидравлични течности. Тази катастрофа засяга сериозно малкото селце Хумликон: 43 от неговите 217 граждани (20% от населението) се качват на самолета, за да посетят полигон за тестване на ферма близо до Женева.